# Anglesey
Anglesey (/ˈæŋɡəlsiː/ en galés: Ynys Môn [ˈənɨs ˈmoːn], históricamente Anglesea) es una isla y autoridad unitaria de habla predominante galesa al noroeste de la costa de Gales (Reino Unido). Está conectada con el condado de Gwynedd (en Gran Bretaña) por dos puentes que atraviesan el estrecho de Menai: el original Puente Colgante de Menai sobre el que pasa la A5 y diseñado por Thomas Telford en 1826; y la moderna reconstrucción del Puente Britannia (originalmente diseñado por Robert Stephenson), por el cual pasa la A55 y la línea ferroviaria de Gales del Norte. 
Anglesey también es un condado que incluye la isla Holy y otras.
Con una superficie de 715 km² es, por extensión, la mayor isla galesa y la quinta de las que rodean a Gran Bretaña.

## Historia
Hay numerosos monumentos megalíticos y menhires en Anglesey, dando testimonio de la presencia de los seres humanos ya en la prehistoria.
Históricamente, Anglesey ha sido asociada durante mucho tiempo con los druidas. En el año 60 d. C. el general romano Cayo Suetonio Paulino decidió acabar con el poder de los druidas y atacó la isla, destruyendo el santuario y las arboledas sagradas. Las noticias de la revuelta de Boudica le alcanzaron justo después de su victoria, haciéndole retirar su armada antes de consolidar su conquista. La isla fue finalmente incluida en el Imperio romano por el gobernador Cneo Julio Agricola en el año 78 d. C. Los romanos llamaron a la isla Mona. 
Môn es el nombre galés para Anglesey. Proviene del británico enisis mona, apareciendo por primera vez durante la era romana como 'Mona'. El nombre inglés deriva del antiguo nórdico, cuyo significado es 'Isla de Ongull'. La alternativa de isla (ey) de los anglos está desacreditada.[cita requerida] Los nombres en el antiguo galés son Ynys Dywyll (Isla Oscura) y Ynys y Cedairn (cedyrn o kedyrn; Isla de Gente Valiente). Es Mona para Tácito (Ann. xiv. 29, Agr. xiv. 18), Plinio el Viejo (iv. 16) y Dion Casio (62). Se le llama Môn Mam Cymru (Môn, Madre de Gales) por Giraldus Cambrensis, por la afirmada capacidad de la fértil tierra para producir suficiente comida para toda Gales. Realmente, la afirmación estaba probablemente más dirigida a una capacidad para mantener a Gwynedd. Clas Merddin y Y fêl Ynys (Isla Miel) son otros nombres. De acuerdo con las Tríadas (67), Anglesey fue en un principio parte del continente. Quedan 28 crónleches en la meseta con vistas al mar; por ejemplo a Plâs Newydd. Los druidas fueron atacados en el año 61 por Suetonio Paulino y otra vez en el 78 por Agrícola. La actual carretera que discurre desde Holyhead hasta Llanfairpwllgwyngyll podría haber sido en sus orígenes una calzada romana, y una interconexión con la isla podría estar aguardando a ser descubierta. Los yacimientos británicos y romanos, monedas y ornamentos han sido desenterrados y discutidos, especialmente por anticuarios romántico del siglo XIX, el Hon: Lord Stanley de Penrhos. Los cimientos del fortín en Holyhead son romanos.
Al final del periodo romano, finales del siglo IV y principios del siglo V, los piratas de Irlanda colonizaron Anglesey y la cercana península de Lleyn (Llŷn en galés). En respuesta, un jefe militar británico del norte de Gran Bretaña llamado Cunedda se dirigió a la zona y comenzó el proceso de expulsar a los irlandeses. Este proceso fue continuado por su hijo Einion ap Cunedda y su nieto Cadwallon Lawhir hasta que los últimos irlandeses fueron derrotados en la batalla del año 470. Como isla, Môn sería a menudo una buena posición defensiva, y por esto fue la sede de la corte o Llys de los reyes y príncipes de Gwynedd en Aberffraw. Aparte de un saqueo devastador Danés en el año 853, continuó con su situación hasta el siglo XIII, cuando las mejoras a los navíos ingleses la hicieron indefendible.
Después de los irlandeses, la isla fue invadida por vikingos, sajones y normandos antes de caer ante el rey Eduardo I de Inglaterra, en el siglo XIII.

## Geografía
Anglesey es una isla relativamente baja con ligeras pendientes como la Montaña Parys, Cadair Mynachdy (o Monachdy, silla del monasterio, pues hay un convento Nanner no muy lejos), Mynydd Bodafon y la montaña Holyhead. La isla está separada del territorio galés por el Estrecho de Menai, que en su punto más estrecho tiene una anchura de unos 250 metros.

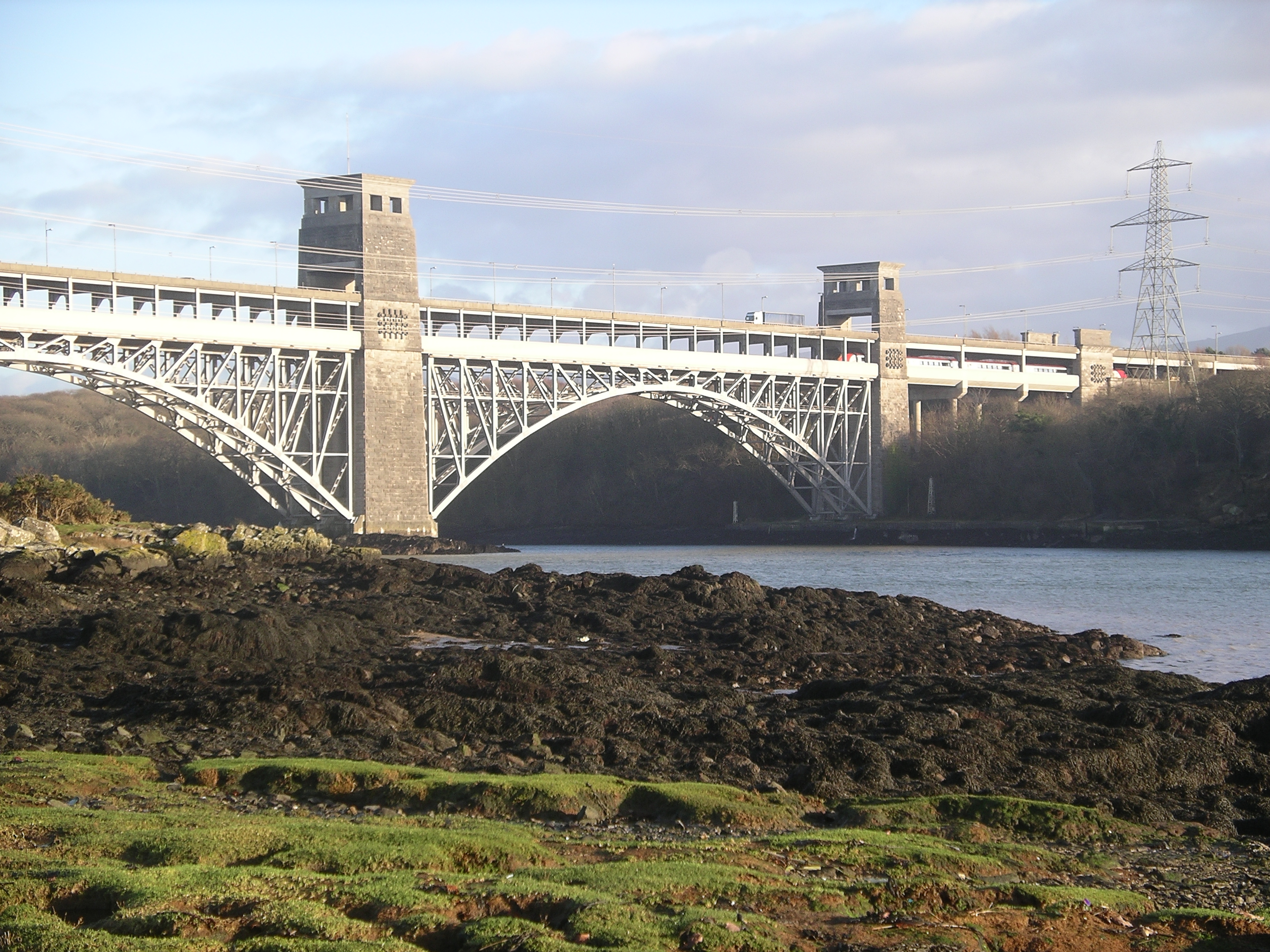
Puente Britania desde el este sobre el Estrecho de Menai.

Anglesey posee muchos pequeños pueblos diseminados por toda la isla, haciéndola bastante uniformemente poblada. Beaumaris (en galés: Biwmares), al sur de la isla, pone de relieve el Castillo Beaumaris, construido por Eduardo I de Inglaterra como parte de su campaña en Gales del Norte. La localidad de Newborough (en galés: Niwbwrch), creada cuando la población de Llanfaes fue recolocada para hacer lugar al edificio del Castillo Beaumaris, incluye el emplazamiento de Llys Rhosyr, otra de las cortes de los príncipes medievales galeses y que resalta una de las salas de justicia más antiguas del Reino Unido. Beaumaris actúa como un centro de navegación a vela para la región con muchos barcos amarrados en la bahía o frente al Punto Gallows. Llangefni se sitúa en el centro de la isla y es también el centro administrativo. La localidad de Puente Menai (en galés: Porthaethwy) se expandió cuando el primer puente al continente se empezó a construir para acomodar a los trabajadores y a la construcción en general. Hasta aquel tiempo, Porthaethwy había sido uno de los principales puntos de cruce en barca desde el continente. A corta distancia desde esta localidad se encuentra Bryn Celli Ddu, un montículo funerario de la Edad de Piedra. La población de Amlwch se localiza en el noreste de la isla y llegó a estar fuertemente industrializada, habiendo crecido durante el siglo XVIII albergando la industria minera de cobreen la Montaña Parys.
La isla también posee la localidad con el nombre más largo oficial en Europa, Llanfairpwllgwyngyllgogerychwyrndrobwllllantysiliogogogoch. Otros pueblos y asentamientos incluyen Cemaes, Benllech, Pentraeth, Gaerwen, Dwyran, Bodedern y Rhosneigr. El Zoo Marítimo de Anglesey es una atracción turística local, proporcionando vistas y descripciones de la fauna marina local desde bogavantes hasta anguilas europeas. Todos los peces y crustáceos que se muestran son cazados en los alrededores de la isla y son colocados en reconstrucciones de su hábitat natural. También producen sal (evaporada del agua local del mar) y crían comercialmente bogavantes como comida y ostras para obtener perlas, ambos de ejemplares locales.
Toda la costa rural de la isla había sido designada como Área de Belleza Natural Destacada (Area of Outstanding Natural Beauty) y pone de relieve muchas playas de arena, especialmente a lo largo de su costa este entre las localidades de Beaumaris y Amlwch, y a lo largo de la costa oeste desde Ynys Llanddwyn a través de Rhosneigr hasta las pequeñas bahías alrededor de Cabeza Carmel (Carmel Head). La costa norte es característica por sus dramáticos acantilados intercalados con pequeñas bahías. El Camino Costero de Anglesey (Anglesey Coastal Path) tiene una longitud de 200 km (125 millas) y bordea casi toda la costa. El turismo es ahora la actividad económica más significativa en la isla. La agricultura proporciona la segunda fuente de ingresos,  cuyos establos locales se sitúan entre los más productivos de la región. También hay una central nuclear, en Wylfa, en la costa norte.
Las industrias importantes se restringen a Holyhead, que alberga una planta de fundición de aluminio, y al área de Amlwch, donde se localiza la central nuclear de Wylfa cerca de una antigua planta de extracción de bromo. Está programado que la central nuclear cierre alrededor del año 2010 y es probable que el funcionamiento de la planta de fundición de aluminio cese como consecuencia de perder el suministro local de electricidad. Sin embargo, el concejo condal local está a favor de extender la fecha límite de cierre y de construir una nueva central nuclear en Wylfa.
La Fuerza Real Aérea con base en Valle RAF es la sede de la Escuela de Entrenamiento de RAF Fast Jet y también de Helicópteros de Búsqueda y Rescate 22 SQN, que aportan empleos para aproximadamente 500 civiles.
Hay una amplia gama de pequeñas industrias, la mayor parte localizadas en polígonos industriales y centros de negocios, especialmente en Llangefni y Gaerwen. Estas industrias incluyen un matadero y manufacturas de pequeños productos químicos, así como fábricas para la producción maderera, plantas de aluminio, piscifactorías y fábricas de procesamiento de comida.
La energía eólica se está desarrollando en Anglesey, con más de 20 turbinas de viento comerciales establecidas cerca de la costa norte. Las fuertes corrientes marítimas alrededor de la isla también están atrayendo el interés de las compañías dedicadas a la generación de electricidad para explotar el poder de la marea.
La isla también es una de las mayores rutas desde Gran Bretaña hasta Irlanda vía ferris desde Holyhead, frente a la parte oeste de Anglesey en isla Holy, a Dún Laoghaire y el puerto de Dublín.
Hay unos pocos lagos, mayormente en el oeste, como Cors Cerrig y Daran, pero los ríos son escasos y cortos. Hay dos amplias reservas de suministro de agua dirigidas por Aguas Galesas Dwr Cymru. Estas reservas son Llyn Cefni en el centro de la isla, el cual se abastece de las cabeceras de los ríos Afon Cefni y Llyn Alaw al norte de la isla. Llyn Llywenan es el lago natural más amplio en la isla.
El clima es húmedo aunque generalmente uniforme bajo los efectos de la corriente del golfo que baña la isla. La tierra es de calidad variable y podría haber sido fértil en el pasado.

## Ecología y conservación
Gran parte de Anglesey está cubierta de granjas de una cría relativamente intensiva de ganado vacuno y ovino, con la ayuda de productos químicos agrícolas modernos. En estas áreas hay poca conservación ecológica de interés. Sin embargo, hay cierta cantidad de importantes humedales que gozan de un estatus protegido. Además hay varios lagos, poseyendo todos ellos un interés ecológico significante, incluyendo su aporte para una amplia gama de especies de aves acuáticas y semi-acuáticas. En el oeste, se cree que los pantanos Malltraeth sirven de suministro para avetoros comunes que visitan el lugar ocasionalmente y que el estuario cercano del río Cefni (Afon Cefni en galés) abastece a una población de aves que se ha hecho famosa internacionalmente por las pinturas de Charles Tunnicliffe. Las pistas de aterrizaje de la Fuerza Real Aérea en Mona es un sitio donde anidan alondras. Las escarpadas caras de los acantilados en Stack del Sur cerca de Holyhead dotan de lugares de anidación para enormes cantidades de alcas, incluyendo frailecillos, alcas comunes y araos, junto con piquirrojas y halcones peregrinos. Tres lugares en Anglesey son importantes por la cría de golondrinas de mar (véase colonias de golondrinas de mar en Anglesey).
Anglesey es el hogar de dos de las colonias remanentes del Reino Unido de menor número de tortugas rojas, en Pentraeth y Newborough.
Prácticamente toda la costa de Anglesey está designada como Área de Belleza Natural Destacada. La zona costera de Anglesey fue designada como tal en 1966 y fue ratificada en 1967. Fue nombrada con la intención de proteger el atractivo estético y la variedad de paisajes y hábitats costeros de la isla de un desarrollo inapropiado.
La AONB (Area of Outstanding Natural Beauty: Área de Belleza Natural Destacada) es predominantemente un nombramiento costero, cubriendo la mayor parte de los 201 km (125 millas) de la costa de Anglesey, pero también abarca la Montaña Holyhead y Mynydd Bodafon. Áreas sustanciales de otros terrenos protegidos por los AONB forman el telón de fondo de la costa. La cobertura aproximada del AONB de Anglesey es de 221 km² y es el mayor AONB en Gales, cubriendo una tercera parte de la isla.
A cierto número de hábitats encontrados en Anglesey se les proporciona incluso mayor protección tanto por parte de los nombramientos del Reino Unido como de la Unión Europea por el valor de la conservación de la naturaleza, estos incluyen:
- 6 candidatos a Áreas Especiales de Conservación (Special Areas of Conservation) (cSACs)
- 4 Áreas de Protección Especiales (Special Protection Areas) (SPAs)
- 1 Reserva Natural Nacional (National Nature Reserve)
- 26 Sitios de Especial Interés Científico (Sites of Special Scientific Interest) (SSSI)
- 52 Monumentos Antiguos Catalogados (Scheduled Ancient Monuments) (SAMs)

Estos hábitats protegidos albergan una variedad de vida salvaje como marsopas de puerto y 'Marsh Fritillary.
El AONB también abarca tres secciones de costa al aire libre sin desarrollar que han sido designadas como Patrimonio Costero (Heritage Coast). Estos nombramientos no-estatutarios complementan el AONB y cubren unos 50 km (31 millas) de costa. Las secciones de Patrimonio Costero son:
1. norte de Anglesey 28.6 km (17 millas)
2. Montaña Holyhead 2.9 km (8 millas)
3. Bahía Aberffraw 7.7 km (4.5 millas)

### Un paisaje viviente y de trabajo
El empleo en Anglesey se basa principalmente en la agricultura y el turismo y en algunos casos en una combinación de ambos. La gama de la producción local que se encuentra en la isla es bastante variada, desde el queso y el chocolate hasta el vino. En cierto número de casos, la producción local también es orgánica.
Sobre dos millones de personas visitan la isla cada año, atrayendo a gente de Gales del Norte y del Oeste de Inglaterra, e incluso de fuera del país. En cuanto al ocio, la isla ofrece oportunidades tanto para residentes como para visitantes igualmente, la mayoría disfrutan de las playas de arena fina y del paisaje costero.
Las maneras más populares de entretenimiento incluyen la navegación, la pesca con caña, el ciclismo, el excursionismo, el windsurf y jet skiing. Todos ellos ponen presiones y demandas al AONB (Área de Belleza Natural Destacada, Area of Outstanding Natural Beauty). Al mismo tiempo, la popularidad de los AONB por tales actividades propicia claramente una contribución a la economía local.

### Historia natural

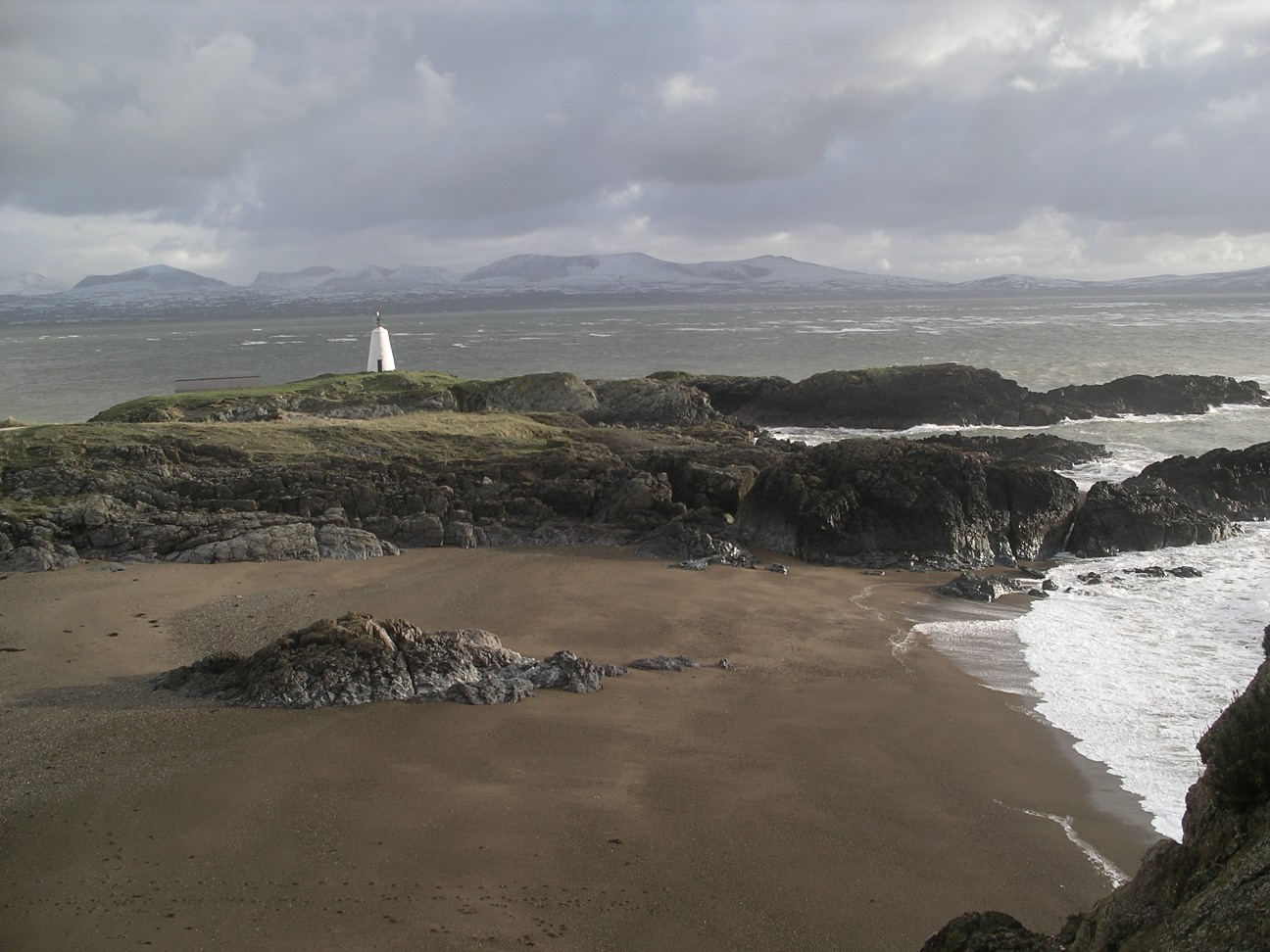
Isla Llanddwyn antiguo faro con Snowdonia al fondo.

- Jones, W.E. Eifion Jones (Ed.)1990. A New Natural History of Anglesey. Anglesey Antiquarian Society, Llangefni.

## Cultura
- Anglesey albergó el Eisteddfod Nacional en 1999, 1983 y 1957.
- Anglesey o Ynys Môn es una isla miembro de la Asociación Internacional de Juegos de Isla (International Island Games Association). En los Juegos de 2005, acontecidos en las islas Shetland, Anglesey quedó en el puesto 11º en el cuadro de medallas con 4 oros, 2 platas y 2 bronces. Los Juegos de Isla más recientes tuvieron lugar en 2007 en Rodas (Grecia). Anglesey quedó en el puesto 15º en el cuadro de medallas con 3 oros, 1 plata y 1 bronce. Los Juegos de 2009 se desarrollarán en las islas Åland (Finlandia) y los del 2011 en la isla de Wight (Isle of Wight) (Reino Unido). La Asociación Internacional de Juegos de Isla de Anglesey planea realizar un intento para albergar los Juegos de Isla de 2015.

- Anglesey ha sido realzada en las series arqueológicas televisivas del Canal 4 (Channel 4), Time Team (14 series) - la fecha de la transmisión del programa fue el 4 de febrero de 2007.

- Anglesey ostenta la segunda mayor población de nativos galesoparlantes en Gales (70% de la población).

- Cada año en Anglesey acontece el Espectáculo de Anglesey (Anglesey Show en inglés), que tiene lugar en el Campo de Aviación Mona (Mona Airfield). Las gentes de todo el país acuden a ver el espectáculo en agosto, trayendo con ellos camiones de ganado equino, realizando espectaculares saltos. Los granjeros intervienen en una competición para juzgar a la mejor oveja.

- La banda de Folk metal Eluveitie hace referencia a la isla en la canción Inis Mona del álbum Slania, ya que así era conocida antiguamente por los celtas.

## Geología
La geología de Anglesey es notablemente compleja y es usada con frecuencia como destino de excursiones de campo geológicas por escuelas y universidades. Los estratos más recientes de Anglesey descansan sobre una fundación de rocas precámbricas muy antiguas que aparecen en la superficie en cuatro áreas:
1. una región occidental incluyendo Holyhead y Llanfaethlu,
2. una región central sobre Aberffraw y Trefdraeth,
3. una región oriental que incluye Newborough, Caerwen y Pentraeth
4. una región costera en Glyn Garth entre Puente Menai y Beaumaris.

Estas rocas precámbricas esquistas y fillitas, a menudo muy retorcidas e interrumpidas. La línea general de las formaciones en la isla es del noreste al suroeste. Un cinturón de rocas graníticas se encuentra inmediatamente al noroeste de la masa central precámbrica, alcanzando desde Llanfaelog cerca de la cosa hasta la vecindad de Llanerchymedd. Entre las rocas graníticas y precámbricas de Holyhead hay una pequeña extensión de pizarras y arenas ordovícicas con 'Llandovery beds in places'; esta extensión se continúa en el norte de la isla entre la bahía Dulas y Punto Carmel. Una pequeña extensión de estratos ordovícicos se encuentra en la parte norte de Beaumaris. En parte, estas rocas ordovícicas están muy dobladas, aplastadas y metamorfoseadas, y están asociadas con esquistas y rocas volcánicas alteradas que son probablemente precámbricas. Entre las masas orientales y centrales precámbricas se pueden hallar rocas carboníferas. Las piedras calizas carboníferas ocupan una amplia región al sur de la bahía Lligwy y Pentraeth, y envía un estrecho espolón en dirección suroeste por Llangefni a las arenas de Malltraeth. La piedra caliza se extiende por debajo del noroeste por una base roja de conglomerado y arenisca amarilla (a veces considerada de la edad de la Antigua Arenisca Roja). La piedra caliza se encuentra de nuevo en la costa norte por la zona de Llanfihangel y Llangoed; y en el suroeste alrededor de Llanidan en la frontera con el Estrecho de Menai. La isla Puffin está hecha de piedra caliza carbonífera. El pantano Malltraeth está ocupado por medidas de carbón ('Coal Measures'), y una extensión de la misma formación aparece cerca del Ferry Tall-y-foel en el Estrecho de Menai. Una extensión de rocas riolíticas/felsíticas forman la montaña Parys, donde 'se han trabajado cobre y planchas ocres'. La serpentina (Mármol Mona) se encuentra cerca de Llanfairynneubwll y en la orilla contraria en Holyhead. Estas son pruebas abundantes de glaciación, y muchos cantos rodados de arcilla y montones de arena cubren las rocas más antiguas. Extensiones de arena marrón se hallan en la costa suroeste.
Un archivo de Google Earth .kmz, Anglesey.kmz, Anglesey.kml, mostrando importantes localizaciones geológicas en Anglesey e incluyendo un número de capas de mapas geológicos, se pueden descargar de:
Google Earth Geology, mientras que una historiografía de búsquedas geológicas en Anglesey está disponible en: Historiography of Geological Research

## Lugares de interés
- Rhosneigr, por su playa, bote de barcos e instalaciones de surf.
- El faro de Las Skerries, que pueden encontrarse al final de un bajo terreno sumergido, al noreste de Holyhead.
- El molino de viento en funcionamiento en Llanddeusant.
- La isla de los amantes (Ynys Llanddwyn en galés; Lovers island en inglés).
- El parque acuático cerca de Dwyran.
- La iglesia en el mar en Cribinau.
- El Circuito de Carreras de Motos deAnglesey (Anglesey Motor Racing Circuit ).
- Stone Science, cerca de Pentraeth, un viaje a lo largo de 650 millones de años.
- El asiento del Rey Arturo cerca de Beaumaris.
- El priorato y palomar Penmon.
- La localidad y el castillo de Beaumaris.
- La bahía Muelle Rojo (Red Wharf Bay), Llanddona y muchas otras playas.
- La bahía Cemlyn por sus 'golondrinas'
- La Torre de Ellin (Twr Ellinen galés, Ellin's Tower en inglés), reserva RSPB (Real Sociedad para la Protección de las Aves, Royal Society for the Protection of Birds) y el faro en Stack del Sur (Ynys Lawd en galés) cerca de Holyhead.
- Moelfre, el pueblo de pescadores y hogar de Dic Evans.

## Personas destacadas

### Nacidos en Anglesey
- Owen Lewis - nuncio y obispo
- Owain Gwynedd - príncipe (Anglesey, cerca de 1100 - 28 de noviembre de 1170)
- Owain Tudor - Abuelo de Enrique VII (Enrique Tudor), que se casó con la viuda de Enrique V para dar a la dinastía Tudor un derecho tenue al trono inglés Plas Penmynydd (cerca de 1385 - 2 de febrero de 1461)
- William Jones - matemático (Llanfihangel Tre'r Beirdd, 1675 - 3 de julio de 1749)
- Goronwy Owen - poeta (Llanfair Mathafarn Eithaf, 1 de enero de 1723)
- William Bulkeley - escritor de diario (1691 - 1760 Brynddu, Llanfechell, Anglesey)
- Hugh Owen Thomas - cirujano ortopédico pionero (Anglesey, 1834 - 1891)
- John Morris-Jones - gramático y poeta galés (Llandrygarn, 17 de octubre de 1864 - 16 de abril de 1929)
- Thomas William Jones - apto marinero en RMS Titanic, quien se encargó del Bote Salvavidas #8 (Anglesey, cerca 1880)
- Ifor Owain Thomas - tenor (Pentraeth, 1892)
- Dic Evans - marinero y timonel dos veces ganador de la medalla de oro RNLI (Real Institución Nacional de Lanchas Salvavidas, Royal National Lifeboat Institution en inglés) por su valentía - (Moelfre, 1905)
- Wendy Orme - escritor de cine (Anglesey, 1911)
- Hugh Griffith - actor, ganador de un Óscar (Marianglas, 30 de mayo de 1912 -1 14 de mayo de 1980)
- Sir Kyffin Williams RA - pintor de paisajes (Anglesey, 1918 - 2006)
- Tony Adams - actor (Anglesey, 11 de diciembre de 1940)
- Wilf Roberts - pintor de paisajes (Anglesey, 1941)
- Hywel Gwynfryn - personalidad de radio y televisión (Llangefni, 13 de julio de 1942)
- Glenys Kinnock - político (Holyhead, 7 de julio de 1944)
- Steve Griffiths - escritor (Anglesey 1949)
- Dawn French - actriz, escritora, comediante (Holyhead, 11 de octubre de 1957)
- Wayne Hennessey - futbolista - actualmente portero en los Lobos y Gales (Llangefni, 24 de enero de 1987)
- Capitán Owen Jones - socorrista voluntario ganador de la medalla de oro RNLI por su valentía (Anglesey)
- Rhys Jones - 2 medallas de oro (tiro con arco) Juegos Internacionales de Isla 2005
- Edward Roberts - medalla de oro (caza en equipo) Juegos Internacionales de Isla 2005
- Edward Roberts - segundo timonel ganador de la medalla de oro RNLI por su valentía (Anglesey)
- Thomas Thomas - medallas de oro y bronce (ambas por caza en equipo) Juegos Internacionales de Isla 2005
- Anthony White - medalla de oro (caza en equipo) Juegos Internacionales de Isla 2005
- Nicola Kate Stretton - madalla de plata (atletismo) Juegos Internacionales de Isla 2005
- Claire Wilson - medalla de oro (natación) Juegos Internacionales de Isla 2005
- Grace Coddington - directora Creativa del VOGUE USA (14 de abril de 1941)

### Vivieron en Anglesey
- Henry Austin Dobson - poeta y ensayista (Plymouth, Devon 1840)
- Tristan Hughes - escritor (Canadá)
- Aled Jones - cantante y presentador de televisión (Bangor, 1970)
- Ian "Lemmy" Kilmister - bajista y cantante heavy-metal (Stoke-on-Trent, 1945)
- Matthew Maynard - jugador de críquet (Oldham, Lancashire 1966)
- Gwyn Parry - escritor (Gales)
- Gary Pritchard - periodista y presentador de deportes (Bangor, 1970)
- Eric Roberts - barítono (Conwy, Gales del Norte)
- Charles Tunnicliffe - pintor de vida salvaje (Chester, 1901)
- Naomi Watts - actriz (Kent, 1968)
- Dyfed Russell-Hughes - actor y vocalista de thrash-metal (con Alisons Refrigerated Delicatessen)
- Gruff Rhys - músico más conocido por ser el líder de Animales Súper Peludos ('Super Furry Animals'), creció en Rachub, cerca de Bethesda (Haverfordwest, 18 de julio de 1970)
- Rex Whistler - artista (Eltham, Kent 1905)
- Maurice Wilks - diseñador del Landrover; cuya conducción fue probada en Newborough y en la playa Llanddona.
- David Walters (guitarrista) - guitarrista nacional galés del Año, 2003

## Gobierno
Anglesey (junto con la isla Holy) es uno de los trece condados históricos de Gales. En los tiempos medievales, antes de la conquista de Gales en 1283, Anglesey (Môn en galés) tenía a menudo periodos de independencia temporal al ser legado frecuentemente a los reyes herederos como un subreino de Gwynedd. En las últimas ocasiones que ocurrió fueron durante unos pocos años después de 1171, tras la muerte de Owain Gwynedd, cuando la isla fue heredada por Rhodri ab Owain Gwynedd, y de nuevo entre 1246 y cerca de 1255 cuando fue entregada a Owain Goch como su partición del reino. Siguiendo a la conquista de Gales por Eduardo I de Inglanterra se creó un condado bajo los términos del Estatuto de Rhuddlan de 1284. Previo a ello había sido dividida en los cantrefi de:
- Aberffraw
- Rhosyr
- Cemais

En 1974 formó un distrito del nuevo extenso coundado de Gwynedd, hasta la reforma de 1996 del gobierno local, siendo sustituido por un gobierno local del condado. El concejo condal es una autoridad unitaria y se le llama Concejo Condal de la Isla de Anglesey (Isle of Anglesey County Council en inglés, Cyngor Sir Ynys Môn en galés). Mientras que ahora hay una mayoría de concejales independientes, el ayuntamiento no se encuentra bajo un control total, puesto que los miembros generalmente no se dividen entre las líneas de los partidos. El único partido como grupo en el ayuntamiento es el Plaid Cymru. Hay cinco grupos sin partido en el ayuntamiento, conteniendo una mezcla de candidatos en partido e independientes. El mayor de estos grupos es Adelante Anglesey (Môn Ymlaen en galés, Anglesey Forward en inglés), con 15 miembros de los 40 que hay en total. El frase Môn Mam Cymru (Môn, Madre de Gales) por Giraldus Cambrensis, es el lema del consejo.

## Escuelas
Las mejores escuelas de secundaria en efectuar su papel en Anglesey, 5 GCSEs, grado A-C, según el informe de la última inspección por Estyn:
(todas las escuelas son bilingües excepto en las indicadas con asterisco*)
- 66% Ysgol Gyfun Llangefni, Llangefni
- 64% Ysgol David Hughes, Puente Menai
- 59% Ysgol Uwchradd Bodedern, Bodedern
- 56% Ysgol Syr Thomas Jones, Amlwch
- 35% Instituto Holyhead, Holyhead*

## Transporte
Por carretera, Anglesey está unida desde Holyhead a Gran Bretaña mediante la A55, que lleva a Chester. También la A5 circula desde el este de la isla (Llanfairpwllgwyngyll) hasta Bangor y hasta tan lejos como a San Albans mediante el Puente Menai. La A5025 (que discurre alrededor del borde norte de Anglesey) y la A4080 (que discurre alrededor del borde sur) forman un anillo alrededor de la isla.
Hay seis estaciones ferroviarias en Anglesey: Holyhead, Valle, Rhosneigr, Ty Croes, Bodorgan y Llanfairpwll. Todas ellas están en la Costa del Norte de Gales y los servicios son dirigidos por Trenes Virgen a Nueva Calle Birmingham y London Euston, y por Trenes Arriva Gales a Chester, Manchester Piccadilly y Cardiff Central.
Por aire, el Aeropuerto de Anglesey (Anglesey Airport) tiene un servicio programado dos veces al día al Aeropuerto Internacional de Cardiff (Cardiff International Airport), donde se pueden efectuar conexiones con el resto del mundo.
El Puerto Holyhead es un ajetreado puerto de ferris tratando con más de dos millones de pasajeros cada año. Línea Stena (Stena Line) y Ferris Irlandeses (Irish Ferries) navegan a Dublín y a Dún Laoghaire en Irlanda, conformando la principal unión para el transporte por superficie desde el centro y norte de Inglaterra y Gales a Irlanda.

## Localidades
- Amlwch
- Beaumaris
- Benllech
- Bodedern
- Cemaes
- Dwyran
- Gaerwen
- Gwalchmai
- Holyhead
- Llanddona
- Llanerchymedd
- Llanfairpwllgwyngyll
- Llanfechell
- Llanfihangel yn Nhowyn
- Llangefni
- Llangoed
- Menai Bridge
- Moelfre
- Newborough
- Pentraeth
- Penysarn
- Rhosneigr
- Rhosybol
- Trearddur
- Valley[6]